# Visa-Affäre
Als Visa-Affäre werden die Missbrauchsfälle bei der Vergabe von Visa in verschiedenen deutschen Botschaften und Konsulaten im Zuge der Neufassung der Visumvergabepraxis durch die rot-grüne Regierung bezeichnet. In einem Runderlass – meist als „Volmer-“ oder „Fischer-Erlass“ bezeichnet – hatte das Auswärtige Amt im Jahr 2000 die Auslandsvertretungen angewiesen, bei der Verteilung von Visa unbürokratischer zu verfahren. Die Kernpassage des Erlasses lautete: 

„Nicht jeder Zweifel an der Rückkehrbereitschaft, sondern erst die hinreichende Wahrscheinlichkeit der fehlenden Rückkehrbereitschaft rechtfertigt die Ablehnung eines Besuchsvisums. Wenn sich nach pflichtgemäßer Abwägung und Gesamtwürdigung des Einzelfalls die tatsächlichen Umstände, die für und gegen eine Erteilung des Besuchsvisums sprechen, die Waage halten, gilt: in dubio pro libertate – im Zweifel für die (Reise-)freiheit.“

Der Erlass, der im Oktober 2004 von der rot-grünen Koalition selbst zurückgenommen wurde, führte insbesondere in der Deutschen Botschaft Kyjiw (Kiew) zu einem erheblichen Anstieg der Erteilung von Visa.
Auf Antrag der CDU/CSU setzte der Deutsche Bundestag Ende 2004 einen Untersuchungsausschuss ein, der klären soll, wer für die zehntausendfache Erschleichung von Visa zwischen 1999 und 2002 verantwortlich zeichnet. Während Union und FDP die Visumpolitik des Auswärtigen Amtes verantwortlich machen, verweist die rot-grüne Koalition auf das Wirken krimineller Netzwerke.
Allerdings zeigt die Rücknahme des Erlasses, dass die Bestimmungen selbst in Regierungskreisen später kritischer begutachtet wurden. Außenminister Joschka Fischer nahm bei seiner Vernehmung im Frühjahr die politische Verantwortung für die Vorgänge in den Auslandsvertretungen auf sich und gab zu, mindestens zwei Erlasse seines Ministeriums hätten den Missbrauch der Visumbestimmungen erleichtert. Einen Rücktrittsgrund sah er darin aber nicht.
Die Zeugenbefragung im Visa-Untersuchungsausschuss wurde erstmals in der Parlamentsgeschichte live im Fernsehen übertragen.
Am 2. Juni 2005 beendete die rot-grüne Mehrheit mit dem Hinweis auf Zeitmangel aus Verfahrensgründen gegen den erklärten Willen der Opposition im Ausschuss die Beweisaufnahme. Gemäß § 33 Abs. 3 Untersuchungsausschussgesetz (PUAG) muss der Ausschuss einen Sachstandsbericht erarbeiten, wenn absehbar ist, dass er seinen Untersuchungsauftrag nicht vor Ende der Wahlperiode erledigen kann. Wegen der geplanten vorgezogenen Wahl des Bundestages sei diese Situation nach Auffassung der Regierungsparteien eingetreten. CDU/CSU und FDP riefen wegen des Abbruchs der Beweisaufnahme das Bundesverfassungsgericht an, da sie sich in ihren Minderheitsrechten verletzt sahen. Der zweite Karlsruher Senat des Bundesverfassungsgerichts ordnete in einer Eilentscheidung an, dass die Zeugenvernehmung zumindest so lange weitergehen müsse, bis die Auflösung des Bundestages auch tatsächlich erfolgt sei. Mit der einstimmigen Entscheidung der Verfassungsrichter, die die Minderheitsrechte in Untersuchungsausschüssen stärkt, setzte sich die Opposition mit ihrer Rechtsauffassung durch. Innenminister Otto Schily wurde am 15. Juli 2005 im Ausschuss gehört. Die Sitzung dauerte von 9 Uhr bis kurz nach Mitternacht und begann mit einer fünf Stunden und 16 Minuten langen Eingangsrede des Innenministers, die ausführliche und grundlegende Ausführungen zum Visum- und Ausländerrecht enthielt und durch das Bundesministerium des Innern im Internet veröffentlicht wurde.

## Übersicht
Der Streit um die Visumvergabepraxis begann zunächst regierungsintern. Innenminister Schily hatte im März 2000 einen Protestbrief an den für den Erlass verantwortlichen Außenminister gerichtet, in dem er beklagte, sein Haus sei nicht eingebunden, nicht einmal informiert worden. Er (Schily) werde das im Kabinett vorbringen. Die Auseinandersetzung war sowohl prozedural als auch inhaltlich geprägt. Im Innenministerium war der Erlass als teilweise rechtswidrig bewertet worden.
In der breiteren Öffentlichkeit wurde die Visumvergabepraxis der Regierung Schröder ab Februar 2004 diskutiert. Zu diesem Zeitpunkt waren die unregelmäßigen Zustände um das Gelände der deutschen Vertretung in Kiew weitgehend bekannt. Oppositionelle Politiker kritisierten dies immer wieder, was in polemischer Form auch im Parlament Ausdruck fand:
- Michael Glos (CSU) meinte, fünf Millionen sich illegal in Deutschland und Europa aufhaltende Menschen betrieben Schwarzarbeit, Prostitution und Menschenhandel und bezeichnete den Außenminister als „Zuhälter“.
- Hans-Peter Uhl (CSU) nannte Ludger Volmer im Bundestag einen „einwanderungspolitischen Triebtäter“.

Auch hatte das Landgericht Köln einen Angeklagten wegen „bandenmäßiger Menschenschleusung“ zu fünf Jahren Gefängnis verurteilt und dabei überraschend auch offizielle Stellen mit scharfen Worten kritisiert: Das Außenministerium habe den Straftaten durch „schweres Fehlverhalten Vorschub geleistet“, der Visumerlass sei ein „kalter Putsch gegen die bestehende Gesetzeslage“. Das Landgericht beklagte zudem, seine Arbeit sei durch das Auswärtige Amt planmäßig behindert worden, u. a. durch abgestimmte Aussagen. Dem Urteil zufolge beruhen diese Strafmaß-Milderungsgründe nicht auf einer Beweiserhebung des Landgerichts zur Visumpraxis selbst, sondern auf Einlassungen des verurteilten Angeklagten und auf Presseberichten.
Von der Opposition wurde das Thema 2004 nicht weiter verfolgt. In zeitlicher Nähe zu den Landtagswahlen in Schleswig-Holstein und Nordrhein-Westfalen wurde jedoch ein parlamentarischer Untersuchungsausschuss beantragt und aufgrund des vorliegenden Minderheits-Quorums von einem Viertel der Bundestagsmitglieder auch eingesetzt.
Ab Januar 2005 beschäftigte sich der von der Union eingesetzte Untersuchungsausschuss mit der Praxis der Visumerteilung, wobei der Erlass selbst – aufgrund der veränderten weltweiten Sicherheitslage – ab Herbst 2004 weitgehend außer Kraft gesetzt worden war.
Fischer und Bündnis 90/Die Grünen sowie einige Medien argumentierten, Erleichterungen für die Einreise nach Deutschland aus Osteuropa seien schon von der konservativen Vorgängerregierung vorgeschlagen worden, und auch die CDU/CSU fordere immer wieder eine erleichterte Einreise – etwa für Geschäftsleute aus der Ukraine. Solche Forderungen seien auch aus dem parlamentarischen Raum (Bundestagsabgeordnete) und aus der Wirtschaft gekommen. An den Petitionsausschuss des Deutschen Bundestages gerichtete Bitten hätten ein Handeln auch aus menschlichen Gründen nahegelegt. Fünfzehn Jahre nach Fall des eisernen Vorhangs sei es Zeit gewesen, die Abschottung gegen osteuropäische Länder zu mildern.
Die Grünen warfen der CDU/CSU vor, mit dem Untersuchungsausschuss vor den Landtagswahlen vor allem eine Diffamierungskampagne zu führen, um Fischer und den Regierungsparteien zu schaden. Mittlerweile räumte Joschka Fischer öffentlich Fehler ein. Er habe das Thema nicht „auf dem Radar“ gehabt und daher nicht schnell und umfassend genug reagiert. Umgekehrt wurde den Grünen vorgeworfen, die Missstände zu bagatellisieren und auf die Kritik unsachlich zu reagieren.
Eine erste vorläufige Prüfung durch EU-Justiz-Kommissar Franco Frattini ergab, dass der Erlass vom März 2000 teilweise gegen das Schengener Abkommen und damit gegen Europäisches Recht verstoßen habe. Weder die finanziellen Mittel noch der Rückkehrwille der Antragsteller seien hinreichend geprüft worden.
Eine rechtliche Einschätzung des Erlasses von Staatssekretär Chrobog vom 26. Oktober 2004, der die frühere Anweisung ersetzte, liegt nicht vor, da die Bewertung vom Kollegium aller Kommissare gebilligt werden müsste.

## Hintergründe

### 1999
Durch die hohe Anzahl der Antragstellenden und mangelnde personelle Ausstattung der Konsulate und Botschaften bildeten sich schon in den Vorjahren lange Schlangen vor der Botschaft Kiew. Innerhalb der Botschaft sorgte der BGS für Ordnung, außerhalb dagegen ukrainische Sicherheitskräfte. Antragsteller berichteten, dass diese Sicherheitskräfte Geld von ihnen verlangten, damit sie unbehelligt blieben. Sie verlangten zwischen 100 und 500 Mark je nach Platz in der Warteschlange. Daraus entwickelte sich mit den Jahren eine regelrechte „Warteschlangen-Mafia“. Vor den Augen der machtlosen Botschaftsangehörigen hätten organisierte Banden entschieden, wer gegen 50 Euro ein oder zwei Schritte in der Schlange vor der Visastelle vorrücken durfte, so Fritz Grützmacher (pensionierter Visumbescheider).
Ein Journalist fand heraus, dass die durchschnittliche Bearbeitungszeit für Visa, die in der Ukraine ausgestellt wurden, nur wenige Minuten betragen haben kann.
Im Jahr 1999 stellte die Deutsche Botschaft in Kiew (Ukraine) ca. 150.000 Dreimonatseinreisevisa aus. In den Jahren 2000 (ca. 210.000), 2001 (ca. 300.000) und 2002 (ca. 230.000) gab es eine signifikant erhöhte Zahl von Visumausstellungen in Kiew.

### 2000
Im März 2000 trat der sogenannte Volmer-Erlass in Kraft. Nicht mehr bei jedem Zweifel an der Rückkehrbereitschaft des Antragstellers sollte eine Ablehnung erfolgen. Hielten sich die sonstigen Umstände für oder gegen Zweifel an einer zur Visum-Erteilung notwendigen Rückkehrbereitschaft die Waage, so der Geist der neuen Regelung, solle für die Reisefreiheit entschieden werden. Als Illustration war der Hinweis „In dubio pro libertate – Im Zweifel für die Reisefreiheit“ zu verstehen. Das war der Kern der Regelung, den Botschafter a. D. Ernst-Jörg von Studnitz als „Umsetzung grüner Ideologie in praktische Politik“ bezeichnete.
Motiviert war der Erlass Volmer zufolge durch Missstände, beispielsweise die Versagung eines Visums für einen Patienten, der in Deutschland an einem Hirntumor operiert werden musste. In der Berichterstattung der Zeitungen war  von „größerer Kulanz“ (FAZ) oder von „liberalerer Visaerteilung“ (Der Tagesspiegel) die Rede.
Bereits vor dem Erlass, noch unter der Regierung Helmut Kohl, war im Rahmen des Schengener Abkommens als Ausnahmeverfahren das sogenannte Reisebüroverfahren eingerichtet worden. Dadurch war es möglich, ein Visum über ein Reisebüro zu beantragen. Auf diese Weise sollte die Warteschlangen-Mafia bekämpft werden. Doch es tauchten auch bei diesem Verfahren einige Missbrauchsfälle auf. So wurde  der Geschäftsführer eines Neu-Ulmer Reisebüros zu einer mehrjährigen Haftstrafe verurteilt, nachdem nachgewiesen wurde, dass er Gruppenreisen mit fingierten Programmen beantragt und im Massenverfahren an die deutsche Botschaft in Kiew weitergeleitet hatte; das Gericht stellte zudem fest, dass die Eingereisten umgehend untertauchten, in andere Länder weiterreisten oder der Prostitution nachgingen. Sowohl der Bundesgrenzschutz (BGS) als auch das Bundeskriminalamt (BKA) wandten sich später gegen dieses Verfahren der Visumerteilung.
Am 9. März 2000 schrieb Bundesinnenminister Otto Schily an Joschka Fischer, er sehe den Volmer-Erlass im Widerspruch zum Ausländergesetz und dem Abkommen von Schengen. Im Sommer 2000 zeigten sich auch andere Innenminister besorgt, die Sorgen wurden vom Auswärtigen Amt aber in einem Gespräch der Minister geklärt, weswegen Innenminister Schily nicht weiter intervenierte. Mehrere Warnungen durch frühere Innenminister an das Auswärtige Amt und die früheren Außenminister Hans-Dietrich Genscher und Klaus Kinkel wurden von diesen schon damals nicht beachtet.

### 2001
Am 2. Mai 2001 wurde vom Auswärtigen Amt der Reiseschutzpass der Reiseschutz AG des privaten Unternehmers Heinz Kübler zugelassen. An die Auslandsvertretungen erging die Anordnung, diesen neben anderen als Bonitätsnachweis zu akzeptieren. Diese Reiseschutzversicherung gab dem Gastgeber die Möglichkeit, sich gegen eventuelle Risiken des Reisenden (z. B. Krankheit, Kosten für Rückreise) zu versichern. Normalerweise musste sich für solche Risiken die einladende Person verbürgen. Da sie dies oft nicht konnte, wurde die Idee einer Versicherung aufgenommen. Die Allianz AG trat bei diesem Reiseschutzpass als Versicherungsunternehmen im Hintergrund auf (Reiseschutzversicherungen wurden nicht von der Allianz AG verkauft, sondern von der Reiseschutz AG. Die Allianz AG hatte lediglich die Produkte Haftpflicht- und Reisekrankenversicherung der Reiseschutz AG bereitgestellt. Die Weitervermittlung dieser Produkte im Rahmen einer Reiseschutzversicherung lag allein in der Hand der Reiseschutz AG.).
Das Bundeskriminalamt unterrichtete das Innenministerium über die angeblich große Rolle, die die Reiseschutzversicherung bei der Schleusungskriminalität gespielt haben soll. Daraufhin akzeptierte das Auswärtige Amt diesen Reiseschutzpass ab etwa September 2002 nicht mehr. Es wird davon ausgegangen, dass bis dahin in der Ukraine ca. 35.000 Stück verkauft wurden.
Eine solche Reiseschutzversicherung war auch der Carnet de Touriste des ADAC, der bereits seit 1995 zugelassen war und sich insgesamt zwischen 120.000 und 150.000 Mal verkaufte. Daneben gab es noch zwei weitere Anbieter solcher Reiseschutzversicherungen (ITRES GmbH und HanseMerkur-Reiseversicherung AG) mit geringeren Verkaufszahlen. Seit Oktober 2003 werden keine Reiseschutzversicherungen mehr als Bonitätsnachweis akzeptiert.
Im Juli 2001 erklärte das Auswärtige Amt das Reisebüroverfahren zum 1. Oktober 2001 für beendet. Künftig musste jeder Antragsteller wieder persönlich bei der Visumstelle vorsprechen.
In einem Verfahren gegen Anatoli B. meinte die Kölner Strafkammer, der Volmer-Erlass, das Reisebüroverfahren und die Reiseschutzpässe hätten zu Masseneinschleusungen von Personen geführt.

### 2002 bis 2004
Ab 29. Januar 2002 durften per Erlass des Auswärtigen Amtes Reiseschutzversicherungen auch im Ausland direkt verkauft werden. Die Situation vor der Vertretung in Kiew spitzte sich zu. Fliegende Händler boten die Reiseschutzversicherung für 1000 US-Dollar an. Am 8. Februar 2002 meldete der Botschafter in Kiew, dass die Botschaft von Antragstellern mit Reiseschutzpässen „überrollt“ werde. Ab April 2003 wurden Reiseschutzversicherungen nicht mehr anerkannt und am 28. Oktober 2004 wird der Volmer-Erlass revidiert. Die Bonität eines Einladenden muss wieder geprüft werden.
Der Wostokbericht war ein Bericht von Beamten des Bundeskriminalamts von Ende 2003, der die Schleuserkriminalität (Zwangsprostitution, Schwarzarbeit, Schleusertum) insbesondere im Zusammenhang mit den sogenannten Reiseschutzpässen dokumentiert. Die Reiseschutzpässe hatten zeitweise die für Bürger einiger osteuropäischer Länder notwendigen Visa leichter erlangen lassen.
Regelwidrigkeiten bei der Visumvergabe im Kosovo
Die Visa-Affäre blieb nicht auf die Ukraine beschränkt. Im Jahr 2003 sollen Zehntausenden Kosovo-Albanern Dokumente ohne eingehende Prüfung erteilt worden sein (nach einem vertraulichen internen Inspektionsbericht des Auswärtigen Amtes). Bei einer Prüfung des Verbindungsbüros in Priština Mitte Juli 2004 stellten drei Beamte schwere Mängel fest. Bis Ende 2003 habe die Außenstelle der Botschaft Tirana eine „äußerst freizügige Vergabepraxis geübt“. Die Unterlagen der Antragsteller seien demnach „kaum geprüft“ worden und „in manchen Fällen wurden Visa selbst dann erteilt, wenn die Voraussetzungen erkennbar nicht gegeben waren“. In vielen Fällen wurde dem Antragsteller ein Visum erteilt, obwohl die Bonität des „Einladenden“ in Deutschland überhaupt nicht geprüft wurde. Zwischen Februar 2003 und Juni 2004 erteilte die deutsche Vertretung in Priština mehr als 50.000 Visa. Die deutsche Vertretung in Priština ist die einzige Visumstelle eines EU-Mitgliedslandes. Alle „Schengen-Visa“ wurden demnach von deutscher Seite aus erteilt. Die Beamten des Auswärtigen Amtes notierten: „Die Visa-Stelle wurde von Antragstellern regelrecht überrannt“. Die Verfasser des Berichts kritisierten, dass „rechtskonsularische Dienste“ auf dem Prioritätenkatalog des Verbindungsbüroleiters als „vierte und letzte Priorität“ angeführt wurde (nach der „kulturellen Zusammenarbeit“).
Auch sollen innerhalb der Botschaft korrupte Kräfte den Visumcomputer des Auswärtigen Amtes ausgetrickst haben: Auch wenn jemand auf einer Warnliste stand, bekam er in Priština ein Visum ausgestellt – der Name des Antragstellers wurde einfach mit einer zusätzlichen Leerstelle eingegeben. Zwei daran mitwirkende Ortskräfte wurden außerdem vor ihrer Anstellung in der Ständigen Vertretung in Deutschland wegen Körperverletzung polizeilich gesucht, was es den ermittelnden Beamten in der Visa-Affäre zusätzlich erschwerte, an Zeugenaussagen zu den Korruptionsvorwürfen zu kommen.

## Visa-Untersuchungsausschuss
Am 20. Januar 2005 fand die erste Sitzung des Visa-Untersuchungsausschusses des Deutschen Bundestages zum Thema statt. CDU-Obmann war Eckart von Klaeden, der Joschka Fischer 2001 schon einmal in einem Untersuchungsausschuss gegenüberstand. Von Klaeden ersetzte den vorigen Obmann Jürgen Gehb.
Am 11. Februar trat Ludger Volmer als außenpolitischer Sprecher der Bundestagsfraktion der Grünen und seinem Sitz im Auswärtigen Ausschuss zurück. Ebenso ließ er seine Mitarbeit bei der Synthesis GmbH ruhen. Ihm war Korruption vorgeworfen worden in Zusammenhang mit ungeklärten Zahlungen der Bundesdruckerei, die an den Reisepässen verdient.
Der als Volmer/Fischer-Erlass bekannte Runderlass war nach Aussage Volmers von Mitgliedern aller Parteien sowie dreier Bundestagsausschüsse (Menschenrechtsausschuss, Petitionsausschuss und Auswärtiger Ausschuss) befürwortet worden. Motiviert war der Erlass Volmer zufolge durch Missstände, beispielsweise die Versagung eines Visums für einen Patienten, der in Deutschland an einem Hirntumor operiert werden musste. Wichtig für den Fortgang waren neben diesem Erlass zwei ältere Erlasse von 1999 (Erlass vom 2. September 1999 und der Plurez-Erlass vom 15. Oktober 1999) sowie weitere Runderlasse zur Reisekostenversicherung, die noch unter der Regierung Kohl von den Ministern Kanther und Kinkel auf den Weg gebracht wurden. Insbesondere diese Teile, auf denen der neue Erlass aufbaute, seien dann, so die Darstellung des Auswärtigen Amtes, missbraucht worden. Ob es durch den Erlass zu einer Erhöhung von Straftaten kam, ist im Ausschuss umstritten. Sowohl der ehemalige Staatsminister Volmer als auch Bundesaußenminister Fischer bewerteten im Ausschuss mögliche Schäden durch eine Einschränkung von Reisefreiheit höher als diejenigen Schäden, die durch missbrauchte Visumvergabe entstanden seien.
Der deutsche Außenminister Joschka Fischer sagte drei Tage nach Volmer am 25. April 2005 aus. Alleine zwei Stunden und 18 Minuten dauerte seine Eingangsrede. Anschließend wurde er von den Ausschussmitgliedern vernommen. Nach einer einstündigen Pause ging die Befragung des Ministers über zehn Stunden. Er warf der Union eine „unsägliche Skandalisierung und Propaganda“ vor, gestand jedoch selbst auch Fehler ein: Er sei über die Problematik des Erlasses, den er als Fischer-Erlass bezeichnet wissen will, nicht ausreichend informiert gewesen und habe zu spät reagiert. Die Aussage wurde überwiegend als Erfolg für Fischer gewertet, auch wenn Medienvertreter sich verwundert zeigten, wie wenig der Minister sein Haus im Griff gehabt habe. Fischer gab demzufolge ein unterschiedliches Bild ab: Er antwortete auf die Fragen der Union teils mit Detailwissen, teils gab er vor, sich an Einzelheiten – auch sehr entscheidende – nicht genau erinnern zu können. An seiner Verteidigungsstrategie war zudem ein prinzipieller Widerspruch kritisiert worden: Fischer gab auf der einen Seite an, er habe das Einwanderungsrecht grundlegend modernisieren wollen, auf der anderen Seite aber betonte er, die Instrumente seien alle bereits durch die Vorgängerregierung inauguriert worden.
Die Fragezeit der einzelnen Parteien im Visa-Untersuchungsausschuss richtete sich nach der „Berliner Stunde“ (62 Minuten), nach der die Redezeit für die einzelnen Fraktionen des Bundestages aufgrund des Stärkeverhältnisses der Bundesparteien festgelegt ist: der Union standen 24 Minuten, der SPD 21 Minuten, den Grünen elf und der FDP sechs Minuten Fragezeit zur Verfügung.
Am 15. Juli 2005 wurde Otto Schily in einer Marathonsitzung verhört. Sein Eingangsstatement wurde im Internet veröffentlicht.

## Aufnahme in den Medien
Die Welt warf in einem Kommentar von Mariam Lau die Frage auf, ob „die Sicherheit der Bundesrepublik einem multikulturellen Gesinnungsfuror geopfert worden“ sei. Sie brachte Joschka Fischers freizügige Visumpolitik in Zusammenhang mit seinem Buch Risiko Deutschland. Lau charakterisierte Fischers Haltung durch den Satz „Deutschland muß von außen eingehegt und innen durch Zustrom heterogenisiert, quasi ‚verdünnt‘ werden“. Das Lau-Zitat wird in zahlreichen Internet- bzw. Web-Log-Einträgen fälschlicherweise Fischer zugeschrieben.

## Neue Visa-Affäre 2010
Nach Recherchen des Spiegel wurden in deutschen Botschaften in Afrika, Südamerika und Osteuropa Visa systematisch gegen Bestechungsgelder ausgestellt. Dem Bericht zufolge werden sogenannte Ortskräfte, d. h. Mitarbeiter in den Konsularabteilungen aus dem jeweiligen Land, beschuldigt, 2009 und 2010 systematisch Visa für die Einreise nach Deutschland erteilt zu haben, die offenkundig auf falschen Angaben beruhten. Für ein Visum sollen mehrere hundert Euro bezahlt worden sein.

## Neue Visa-Affäre 2023
2023 stellte ein ehemaliger Mitarbeiter des Bundesinnenministeriums Strafanzeige gegen das Auswärtige Amt, nachdem Medien berichtet hatten, hochrangige Beamte des Außenministeriums hätten der deutschen Botschaft in Islamabad die Weisung erteilt, einem angeblichen Afghanen trotz seines gefälschten Passes und ungeklärter Identität ein Visum für die legale Einreise nach Deutschland auszustellen. Die Staatsanwaltschaften Berlin und Cottbus leiteten drei Ermittlungsverfahren ein.